# Castillo de Monmouth
El castillo de Monmouth es una fortificación situada en Monmouth (Gales, [ Reino Unido]). Ya estaba construido al menos en 1067, por orden de William FitzOsbern, quien fue poseedor del señorío de Monmouth.
En 1267 el castillo estaba en poder de Edmundo de Lancaster, hijo de Enrique III de Inglaterra, quien, para convertirlo en su residencia principal, ordenó amplias labores de expansión.